# 帕尔米罗·陶里亚蒂
帕尔米罗·米歇尔·尼古拉·陶里亚蒂（義大利語：Palmiro Michele Nicola Togliatti；1893年3月26日—1964年8月21日），前意大利共产党总书记。

## 生平
陶里亚蒂生于热那亚。1911年，入都灵大学法学院学习。
1914年，加入意大利社会党，反對加入第一次世界大戰。1921年1月参与创建意大利共产党。
1925年，義大利法西斯黨實行一黨專政後一度被捕入狱。1926年前往莫斯科，11月意共总书记安东尼奥·葛兰西被捕后，他继任意共总书记。
1944年3月，法西斯政權倒台後，他返回意大利，1944－1946年期间，历任副总理、不管部长和司法部长等职。1945年意共五大上，当选为意共总书记。
1947年，退出由意大利天主教民主黨領導的聯合政府，意共成為最大反對黨。
1948年，当选为众议员，任意共议会党团主席。同年遇刺受伤。
1956年12月，意共召开第八次代表大会，陶里亚蒂正式系统地提出“结构改革”的理论和路线，主张将议会斗争与群众斗争相结合，争取大多数群众的支持，逐步改变国家内部社会力量的对比，使工人阶级及其同盟者进入国家领导机构，建立“新型民主制”，实现工人阶级的领导；主张在宪法规定的范围内逐步实行国有化，实行土地改革，通过税收和财政政策限制大垄断资本，为向社会主义过渡准备条件。
1964年8月21日，在苏联雅尔塔病逝。

## 著作
- 《意大利共产党三十年的战斗生活》
- 《意大利通向共产主义的道路》
- 《关于国际工人运动及其团结问题备忘录》

## 纪念
1964年，苏联城市斯塔罗夫波尔（伏爾加）改名为陶里亚蒂以表纪念。